# Carlos Tudela
Carlos Tudela (València, 1957 - Benasc, Ribagorça, 31 de març de 2019) fou un destacat escalador i alpinista valencià.
Fou un autèntic referent en el món l'alpinisme i l'escalada, i ha estat autor de diverses guies d'escalada. Assidu en els Ral·lis 12 hores d'escalada, també practicava l'esquí de muntanya, ja que era un amant de la muntanya en totes les seves facetes. Formà part de la Federació d'Esports de Muntanya i Escalada de la Comunitat Valenciana, i pertanyia al Club Integral de Montaña (CIM).
Tudela, considerat un referent de l'alpinisme a Espanya, que havia participat en nombroses expedicions i havia obert o reequipat diverses vies. Entre les seves fites en el món de l'alpinisme es troba l'escalada del Khan Tengri, a la paret sud de l'Aconcagua, així com altres activitats de referència internacional als Alps. També es va ocupar de la divulgació dels esports de muntanya amb l'elaboració de llibres d'escalada per a propiciar l'activitat esportiva en els llocs més assenyalats de la geografia espanyola.
Va morir el març del 2019 a Benasc, en caure des d'uns tres-cents metres al pic de la Cresta Bardamina mentre es trobava realitzant una ruta amb la seva dona, Rosa Real Soriano, primera valenciana que intentà ascender a l'Everest. En arribar al seu destí, iniciaren el descens, durant el qual Tudela va patir el fatal accident. Tudela tenia un fill de setze anys. L'accident de muntanya que va provocar la mort de Tudela va obligar a la intervenció de membres dels Grups de Rescat i Intervenció en Muntanya de Benasc.
Tudela i la seva dona, Rosa Real, van ser els muntanyencs que van coronar el cim del Gasherbrum II, de 8.035 metres, a la serralada de Karakorum, a la zona de l'Himàlaia, durant les celebracions dels "Cinc Segles de la Universitat de València". Entre les activitats del cinquè centenari de la Universitat es va incloure una expedició a l'Himàlaia. A més de Carlos Tudela i Rosa Reial, van participar Francisco Goerlich, Javier Botella, Armand Congost, Francisco J. Pérez, Enrique Expósito i Paco Aguado. L'ascens al Gasherbrum II es va aconseguir el 29 de juliol del 1999. A més de l'escalada, en aquella expedició es van fer treballs científics en diversos camps.